# Ismael Santiago López
Ismael Santiago López López (Jaén, Andalucía, España, 27 de febrero de 1978) es un exfutbolista español que jugaba como centrocampista ofensivo.

## Trayectoria
Ismael pese a nacer en Jaén fue criado en la ciudad de Granada, donde inició su formación en las categorías inferiores del C.P. Granada 74. Tras destacar en diferentes competiciones con las categorías inferiores de la selección andaluza, el ojeador del F. C. Barcelona Esteban Vigo recomendó su incorporación al conjunto blaugrana juvenil. En la misma temporada de su llegada a La Masía consiguió debutar en 2ªB con el F. C. Barcelona C en la derrota (1-4) frente al C. Gimnàstic de Tarragona. En la temporada 96-97 debutó con el F. C. Barcelona B (2ª División) disputando las primeras 5 jornadas de liga hasta que una lesión le impidió disputar el resto de la temporada que terminó con el descenso a 2ªB, donde jugaría la siguiente temporada.
En la temporada 98-99 Ismael fue fichado por el Deportivo Alavés (1.ª División), que regresaba a la categoría 42 años después, pudiendo debutar en la categoría en la 7ª jornada en el Deportivo Alavés 0-C.F. Extremadura 1. En el mercado de invierno ante los pocos minutos disputados (51 minutos) salió como cedido al C.D. Logroñés (2ª), situación que se repetiría en las temporadas 99-00 en el Granada C.F. (2ªB) y 00-01 en el C.F. Extremadura (2ª).
En verano de 2001, el Deportivo Alavés y Real Murcia C.F. (2ª) llegan a un acuerdo de traspaso por Ismael por el cual el jugador marchaba libre con una opción de compra para los albiazules durante las dos siguientes temporadas. Precisamente, en su segunda temporada en La Condomina el jugador destacó anotando 11 goles en 39 partidos y consiguiendo el ascenso como campeones, lo que provocó el interés del Real Betis B. (1º), donde acabó jugando la siguiente temporada tras una operación a tres bandas (El Deportivo Alavés ejerció su opción de compra para vender al jugador al Real Betis B.).
En el club verdiblanco permaneció durante una temporada y media, ya que tras no contar en los planes del técnico Lorenzo Serra Ferrer (115 minutos) marchó como cedido al Elche C. F. (2ª) en el mercado de invierno de la temporada 04-05. Al regreso de su cesión Ismael abandonó definitivamente el Real Betis B. para fichar por el Xerez C.D. (2ª), permaneciendo en el Chapín las dos siguientes temporadas.
Posteriormente fichó por Hércules C. F. (2ª), donde fue de los jugadores más utilizados (32 partidos) por el técnico Andoni Goikoetxea hasta que en las últimas jornadas de la temporada desde la dirección deportiva del club se presionó al entrenador para que Ismael no jugará el partido número 33 que hacía efectiva la cláusula de renovación automática por partidos disputados. Tras quedar libre, fichó en la temporada 2008/09 por el recién ascendido Alicante CF (2ª), donde vivió una desastrosa situación económica con impagos de salarios que llevó al equipo al descenso.
Tras tomar parte en la sesiones de la AFE, en el mercado de invierno fichó por el C.F. Sporting Mahonés (2ªB), para disputar a continuación su última temporada en activo en el Pierikos S.F.K. griego (Beta Ethniki).

## Clubes
| Club                      | País   | Año                    |
| ------------------------- | ------ | ---------------------- |
| F. C. Barcelona C         | España | 1995-1996              |
| F. C. Barcelona B         | España | 1996-1998              |
| Deportivo Alavés          | España | 1998-1999 (1.ª vuelta) |
| C.D. Logroñés (Cedido)    | España | 1998-1999 (2ª vuelta)  |
| Granada C.F. (Cedido)     | España | 1999-2000              |
| C.F. Extremadura (Cedido) | España | 2000-2001              |
| Real Murcia C.F.          | España | 2001-2003              |
| Real Betis Balompié       | España | 2003-2005              |
| Elche C. F. (Cedido)      | España | 2004-2005 (2ª vuelta)  |
| Xerez C.D.                | España | 2005-2007              |
| Hércules C. F.            | España | 2007-2008              |
| Alicante C.F.             | España | 2008-2009              |
| CF Sporting Mahonés       | España | 2009-2010 (2ª vuelta)  |
| Pierikos S.F.K.           | Grecia | 2010-2011              |

## Palmarés

### Campeonatos nacionales
| Título                                | Club        | País   | Año       |
| ------------------------------------- | ----------- | ------ | --------- |
| Campeón Segunda División B (Grupo IV) | Granada CF  | España | 1999-2000 |
| Campeón Segunda División              | Real Murcia | España | 2002-2003 |